# Blues from an Airplane
«Blues from an Airplane» (рус. Блюз из аэроплана, также можно перевести как Блюз от Airplane, имея в виду название группы) — первая песня c первого альбома американской рок-группы Jefferson Airplane, Jefferson Airplane Takes Off. Заглавная песня альбома, написанная вокалистом Марти Балином и ударником Скипом Спенсом, который ушёл из группы до выхода альбома в свет.
Темой текста песни является одиночество. Психоделический и довольно резкий саунд песни был отмечен, в частности, критиком Георгием Старостиным, который написал, что, «хотя в наше время песня звучит неагрессивно, но я не могу себе представить, как вообще такая песня в то время могла быть разрешена». «Blues from an Airplane» — мрачная и грустная песня; атмосфера композиции дополняется вокальной манерой Балина, и в целом, по мнению Старостина, эта песня является типичным примером классического саунда группы.
Вместе с другой композицией, «Come Up the Years», «Blues From an Airplane» вошла на второй сингл группы, вышедший в 1966 году. Песня была включена в сборники лучших вещей группы The Worst of Jefferson Airplane (1970), The Best of Jefferson Airplane (1992), Journey: The Best of Jefferson Airplane (1997), Essential Jefferson Airplane (2005). Инструментальная версия трека была включена в делюкс-переиздание альбома 2003 года.